# Ophiopogon
Ophiopogon és un gènere de plantes herbàcies perennes pertanyent a la família Asparagaceae, anteriorment classificada en Liliaceae. Té unes 65 espècies, natiu de les regions temperades a tropicals de l'est, sud-est i sud d'Àsia. El nom deriva del grec ophis, "serp", i pogon, "barba", més probablement referint-se a les seves fulles.
Ells creixen de petits rizomes d'on surten els plomall de fulles d'on emergen les flors en uns raïms sobre petits tiges sobre les fulles.

## Espècies seleccionades
- Ophiopogon albimarginatus
- Ophiopogon amblyphyllus
- Ophiopogon angustifoliatus
- Ophiopogon bockianus
- Ophiopogon bodinieri
- Ophiopogon chingii
- Ophiopogon clarkei
- Ophiopogon clavatus
- Ophiopogon corifolius
- Ophiopogon dracaenoides
- Ophiopogon filipes
- Ophiopogon fooningensis
- Ophiopogon grandis
- Ophiopogon heterandrus
- Ophiopogon hongjiangensis
- Ophiopogon intermedius
- Ophiopogon jaburan
- Ophiopogon japonicus
- Ophiopogon jiangchengensis
- Ophiopogon latifolius
- Ophiopogon lushuiensis
- Ophiopogon mairei
- Ophiopogon marmoratus
- Ophiopogon megalanthus
- Ophiopogon menglianensis
- Ophiopogon motouensis
- Ophiopogon multiflorus
- Ophiopogon ogisui
- Ophiopogon paniculatus
- Ophiopogon peliosanthoides
- Ophiopogon pingbienensis
- Ophiopogon planiscapus
- Ophiopogon platyphyllus
- Ophiopogon pseudotonkinensis
- Ophiopogon reptans
- Ophiopogon reversus
- Ophiopogon revolutus
- Ophiopogon sarmentosus
- Ophiopogon sinensis
- Ophiopogon sparsiflorus
- Ophiopogon stenophyllus
- Ophiopogon sylvicola
- Ophiopogon szechuanensis
- Ophiopogon tienensis
- Ophiopogon tonkinensis
- Ophiopogon tsaii
- Ophiopogon umbraticola
- Ophiopogon xylorrhizus
- Ophiopogon yunnanensis
- Ophiopogon zingiberaceus